# 荒木郁也
荒木 郁也（あらき ふみや、1988年4月25日 - ）は、東京都江東区出身の元プロ野球選手（内野手、外野手）。右投左打。

## 来歴・人物

### プロ入り前
中学時代は東京都江東区ポニーリーグの江東ライオンズに所属し、全国3位。日本大学第三高等学校では2年夏に内野手兼外野手として第87回全国高等学校野球選手権大会に出場。3年夏は西東京大会決勝にて斎藤佑樹率いる早稲田実業学校高等部に延長戦の末敗れ、甲子園出場はならなかった。
卒業後は東京六大学野球連盟所属の明治大学経営学部に進学。2年春よりレギュラーに定着。11盗塁を記録し遊撃手としてベストナインに選出された。3年秋には二塁手としてベストナインに選出。リーグ戦通算71試合出場、255打数72安打、打率.282、2本塁打、31打点、36盗塁。
2010年10月28日、2010年度ドラフト会議にて阪神タイガースから5位指名を受け、11月19日に契約金4000万、年俸600万で仮契約を結んだ。

### プロ入り後
2011年、5月20日の対福岡ソフトバンクホークス戦で関本賢太郎の代走として初出場。ウエスタン・リーグでは、チーム最多の93試合に出場し、チーム最多タイの盗塁11を記録した。11月から同僚の甲斐雄平・秋山拓巳と共にオーストラリアン・ベースボールリーグのキャンベラ・キャバルリーに派遣された。
2012年、一軍での出場はなく、ウエスタン・リーグで90試合に出場、打率.224で盗塁7を記録した。
2013年、2年ぶりに一軍での出場を記録、主に代走として20試合に出場し初盗塁を含む2盗塁を記録した。4月3日の対中日ドラゴンズ戦では初の先発出場。ウエスタン・リーグでは42試合に出場し打率.208、盗塁8であった。
2015年、5月28日の東北楽天ゴールデンイーグルス戦で2番・サードで出場、自身プロ初となる猛打賞を記録したうえで2盗塁を上げた。また3四死球を含む全6打席出塁という記録を打ち立てると共に阪神タイガースの通算5000勝に貢献した。
2016年、7月20日の読売ジャイアンツ戦で負傷した西岡剛の戦線離脱により、2番セカンドを中心に18試合にスタメン出場。最終的には46試合に出場し、73打席ながらもそれまでのキャリアハイとなる打率.246をマークした。
2017年、前年よりも多い49試合に出場するものの、打率は.118と低迷。代走や守備固めを中心に起用される。5月3日の東京ヤクルトスワローズ戦では、右のアンダーハンドであるヤクルト先発山中浩史対策として、左バッターを固めるスタメンの中、1番ファーストとして先発出場。5打数1安打ながらも、6回表に逆転を呼び込む好走塁をみせた。
2018年、糸原健斗や大山悠輔、植田海らの台頭によって6年振りに一軍での出場はなく、ウェスタンリーグで83試合に出場、打率.226で盗塁13を記録。シーズンオフには1000万円から、100万円の減俸を受けた。
2019年、前年の秋季キャンプでは外野守備に挑戦するなど、出場機会を模索。6月5日に1軍登録をされ、6月9日の北海道日本ハムファイターズ戦では7回裏に代打として出場。宮西尚生からヒットを放ち、1軍での2年振りの安打を記録するも、それがシーズン唯一の安打となった。ウェスタンリーグでは76試合に出場し、打率.241、チームトップとなる盗塁19を記録した。10月のみやざき・フェニックスリーグでは、平田勝男二軍監督から「もう一度（二遊間を中心に）やろうか」と打診され、「自分もそういう思いだった」と契約更改の会見で語るなど、来季には二遊間で勝負する姿勢を見せた。
2020年、9月25日に新型コロナウイルス感染症に感染した選手を含む10選手が登録抹消。同日のヤクルト戦では、木浪聖也や糸原健斗といった二遊間のスタメンが抜けた穴を埋める形で4年振りに2番セカンドとして先発出場を果たした。
2021年、二軍で52試合に出場して打率.309を記録していたが、一度も一軍に呼ばれることなく、10月5日に球団から戦力外通告を受けた。12月8日にメットライフドームで行われた12球団合同トライアウトに参加。参加理由は「両親に見せたい気持ちがほとんどです」と答えており、コロナ禍で2年間球場での観戦がかなわなかった両親と妻を観戦に呼び、現役最後のプレーであることを決めてトライアウトに臨んだ。最後の打席で阪神同期入団の榎田大樹と対戦して安打を記録するなど、2安打1盗塁と活躍したため、現役続行への未練も一瞬湧き上がるも、同月20日、現役引退を決断した。

### 現役引退後
引退後はセカンドキャリアをサポートする団体の助言を受けながら就職先を探した。
現役最終年に取り入れた治療法「シナプス療法」を自身でも学び、施術師資格を取得。2022年7月1日より同療法の効果を測定できる神経年齢可視化IoT機器「AiLive」を開発したAIベンチャー「AIMS」が東京都港区に開設する施設で、「シナプス療法」の施術者として勤務することとなった。同年6月に行われた、「AiLive」のメディア発表・説明会では荒木のセカンドキャリアスタート発表会も兼ねており、ゲストとして招いた元阪神の鳥谷敬に対して、荒木が実際に「シナプス療法」の施術を行った。

## 選手としての特徴
50メートル5.7秒という抜群の脚力を持つ。大学時代には遊撃手、二塁手でベストナインを1回ずつ獲得しているが、プロ入り後には出場機会を増やすために一塁手や外野手に挑戦し、内外野全てのポジションを守る。矢野燿大監督から、「二軍監督をやっていて、数字以上に荒木の必要性ってのを感じた」と評されるなど、ユーティリティー性や走塁技術が高く評価されている。

## 詳細情報

### 年度別打撃成績
| 年 度     | 球 団     | 試 合 | 打 席 | 打 数 | 得 点 | 安 打 | 二 塁 打 | 三 塁 打 | 本 塁 打 | 塁 打 | 打 点 | 盗 塁 | 盗 塁 死 | 犠 打 | 犠 飛 | 四 球 | 敬 遠 | 死 球 | 三 振 | 併 殺 打 | 打 率 | 出 塁 率 | 長 打 率 | O P S |
| --------- | --------- | ----- | ----- | ----- | ----- | ----- | -------- | -------- | -------- | ----- | ----- | ----- | -------- | ----- | ----- | ----- | ----- | ----- | ----- | -------- | ----- | -------- | -------- | ----- |
| 2011      | 阪神      | 2     | 0     | 0     | 0     | 0     | 0        | 0        | 0        | 0     | 0     | 0     | 0        | 0     | 0     | 0     | 0     | 0     | 0     | 0        | ----  | ----     | ----     | ----  |
| 2013      | 阪神      | 20    | 6     | 6     | 4     | 0     | 0        | 0        | 0        | 0     | 0     | 2     | 0        | 0     | 0     | 0     | 0     | 0     | 2     | 0        | .000  | .000     | .000     | .000  |
| 2014      | 阪神      | 15    | 9     | 8     | 0     | 1     | 0        | 0        | 0        | 1     | 0     | 0     | 1        | 1     | 0     | 0     | 0     | 0     | 2     | 0        | .125  | .125     | .125     | .250  |
| 2015      | 阪神      | 29    | 41    | 35    | 8     | 7     | 0        | 0        | 0        | 7     | 0     | 4     | 0        | 2     | 0     | 3     | 0     | 1     | 7     | 1        | .200  | .282     | .200     | .482  |
| 2016      | 阪神      | 46    | 73    | 57    | 13    | 14    | 2        | 0        | 0        | 16    | 2     | 2     | 0        | 7     | 0     | 8     | 1     | 1     | 10    | 1        | .246  | .348     | .281     | .629  |
| 2017      | 阪神      | 49    | 22    | 17    | 5     | 2     | 0        | 0        | 0        | 2     | 0     | 4     | 0        | 3     | 0     | 2     | 0     | 0     | 7     | 0        | .118  | .211     | .118     | .328  |
| 2019      | 阪神      | 9     | 9     | 9     | 4     | 1     | 1        | 0        | 0        | 2     | 0     | 0     | 1        | 0     | 0     | 0     | 0     | 0     | 4     | 0        | .111  | .111     | .222     | .333  |
| 2020      | 阪神      | 16    | 11    | 11    | 2     | 1     | 0        | 0        | 0        | 1     | 0     | 2     | 1        | 0     | 0     | 0     | 0     | 0     | 4     | 0        | .091  | .091     | .091     | .182  |
| 通算：7年 | 通算：7年 | 186   | 171   | 143   | 36    | 26    | 3        | 0        | 0        | 29    | 2     | 14    | 3        | 13    | 0     | 13    | 1     | 2     | 36    | 2        | .182  | .259     | .203     | .462  |

### 年度別守備成績
| 年 度 | 球 団 | 一塁  | 一塁  | 一塁  | 一塁  | 一塁  | 一塁     | 二塁  | 二塁  | 二塁  | 二塁  | 二塁  | 二塁     | 三塁  | 三塁  | 三塁  | 三塁  | 三塁  | 三塁     | 遊撃  | 遊撃  | 遊撃  | 遊撃  | 遊撃  | 遊撃     | 外野  | 外野  | 外野  | 外野  | 外野  | 外野     |
| 年 度 | 球 団 | 試 合 | 刺 殺 | 補 殺 | 失 策 | 併 殺 | 守 備 率 | 試 合 | 刺 殺 | 補 殺 | 失 策 | 併 殺 | 守 備 率 | 試 合 | 刺 殺 | 補 殺 | 失 策 | 併 殺 | 守 備 率 | 試 合 | 刺 殺 | 補 殺 | 失 策 | 併 殺 | 守 備 率 | 試 合 | 刺 殺 | 補 殺 | 失 策 | 併 殺 | 守 備 率 |
| ----- | ----- | ----- | ----- | ----- | ----- | ----- | -------- | ----- | ----- | ----- | ----- | ----- | -------- | ----- | ----- | ----- | ----- | ----- | -------- | ----- | ----- | ----- | ----- | ----- | -------- | ----- | ----- | ----- | ----- | ----- | -------- |
| 2011  | 阪神  | -     | -     | -     | -     | -     | -        | -     | -     | -     | -     | -     | -        | -     | -     | -     | -     | -     | -        | 1     | 0     | 0     | 0     | 0     | ----     | -     | -     | -     | -     | -     | -        |
| 2013  | 阪神  | 2     | 2     | 0     | 0     | 0     | 1.000    | 7     | 6     | 8     | 1     | 2     | .933     | -     | -     | -     | -     | -     | -        | -     | -     | -     | -     | -     | -        | -     | -     | -     | -     | -     | -        |
| 2014  | 阪神  | 5     | 5     | 0     | 0     | 1     | 1.000    | 3     | 2     | 4     | 0     | 0     | 1.000    | -     | -     | -     | -     | -     | -        | -     | -     | -     | -     | -     | -        | -     | -     | -     | -     | -     | -        |
| 2015  | 阪神  | 15    | 28    | 1     | 0     | 2     | 1.000    | 5     | 13    | 6     | 1     | 1     | .950     | 2     | 3     | 6     | 0     | 1     | 1.000    | -     | -     | -     | -     | -     | -        | 1     | 0     | 0     | 0     | 0     | ----     |
| 2016  | 阪神  | 22    | 33    | 1     | 1     | 3     | .971     | 24    | 27    | 41    | 1     | 6     | .986     | -     | -     | -     | -     | -     | -        | -     | -     | -     | -     | -     | -        | -     | -     | -     | -     | -     | -        |
| 2017  | 阪神  | 38    | 72    | 6     | 0     | 7     | 1.000    | -     | -     | -     | -     | -     | -        | -     | -     | -     | -     | -     | -        | -     | -     | -     | -     | -     | -        | -     | -     | -     | -     | -     | -        |
| 2019  | 阪神  | 3     | 7     | 1     | 0     | 1     | 1.000    | -     | -     | -     | -     | -     | -        | -     | -     | -     | -     | -     | -        | -     | -     | -     | -     | -     | -        | 5     | 3     | 0     | 0     | 0     | 1.000    |
| 2020  | 阪神  | 8     | 12    | 1     | 0     | 2     | 1.000    | 1     | 1     | 3     | 0     | 0     | 1.000    | -     | -     | -     | -     | -     | -        | -     | -     | -     | -     | -     | -        | 3     | 2     | 0     | 0     | 0     | 1.000    |
| 通算  | 通算  | 93    | 159   | 10    | 1     | 16    | .994     | 40    | 49    | 62    | 3     | 9     | .974     | 2     | 3     | 6     | 0     | 1     | 1.000    | 1     | 0     | 0     | 0     | 0     | ----     | 9     | 5     | 0     | 0     | 0     | 1.000    |

### 記録
初記録
- 初出場：2011年5月20日、対福岡ソフトバンクホークス1回戦（福岡Yahoo! JAPANドーム）、8回表に関本賢太郎の代走で出場
- 初先発出場：2013年4月3日、対中日ドラゴンズ2回戦（京セラドーム大阪）、1番・二塁手で先発出場
- 初打席：同上、1回裏に中田賢一から左飛
- 初盗塁：2013年6月29日、広島東洋カープ7回戦（阪神甲子園球場）、9回裏に二盗（投手：久本祐一、捕手：石原慶幸）
- 初安打：2014年5月5日、対東京ヤクルトスワローズ9回戦（明治神宮野球場）、9回表にオーランド・ロマンから中前安打
- 初打点：2016年7月27日、対東京ヤクルトスワローズ15回戦（阪神甲子園球場）、4回裏に杉浦稔大から右前適時打

### 背番号
- 58（2011年 - 2021年）

### 登場曲
- 「BECAUSE OF YOU」NE-YO（2011年 - 2012年）
- 「ごきげんだぜっ! 〜Nothing But Something〜」DA PUMP（2013年）
- 「Life」MiM（2014年 - 2016年）
- 「HERO」Apeace（2017年）
- 「LIKEY」TWICE（2018年）
- 「Rainbow」Leola（2019年）
- 「HOMETOWN」逗子三兄弟（2020年）
- 「Endless road」DEEP（2021年）